# 人生の楽園
『人生の楽園』（じんせいのらくえん）は、2000年10月7日からテレビ朝日系列で放送されているドキュメンタリー番組である。2006年1月7日放送の1時間新春スペシャルよりハイビジョン化されている。

## 番組概要
全国の、主に50代以上の夫婦が、UターンやIターンをして、店を経営したり農業を営んだりと「新しい生き方」、つまり第二の人生を歩む姿を、周囲の人々との交流を交えて描く。単純なスローライフやリタイア生活ではなく、現役時代から一歩踏み出し、新しい人生を歩み始めると共に、新しいビジネスや町おこしといったポジティブな仕事に取り組む人々を中心に取り上げている。主に地方の人々が登場するが、東京など都市部を取り上げることもある。誇張したり、ドラマチックに見せる特別な演出を極力入れず、番組開始から延べ1150組以上を紹介している。
番組の冒頭では男性ナレーター（いかりや長介→西田敏行）による「今週は何かいいことありましたか。私ね、思うんですよ。人生には楽園が必要だってね」というフレーズの後、その週の内容がテーマ曲に乗せて紹介される（いかりやから西田に交代するまでの間は伊藤蘭がフレーズを語っていた）。このフレーズが誕生した経緯については社史『テレビ朝日映像の50年』に詳しい。多数候補を出したタイトルの中から選ばれたのが、いわゆるベタなものだったため、何かタイトル前にそこに誘ういかりや長介の決まりセリフがほしいと、番組の企画者でありプロデューサーだったテレビ朝日映像の阪本明が作家に相談。楽園に結びつけるフレーズとして書かれたものだった。
番組エンディングのコーナー「楽園通信」では、土地の名産や、登場した夫婦が運営する店へのアクセス方法（電話番号やウェブサイトのURIなど）が紹介される。
朝日新聞夕刊にて、この番組との連動企画「人生の楽園〜夢への道〜」が毎週木曜に連載されており、連載の2日後に放送される内容を紹介している。
2016年10月29日放送回で放送800回、2018年10月20日放送回で放送900回、そして2020年10月10日放送回で放送1000回に達した。2022年10月22日放送回で放送1100回を達成。
なお、2020年5月9日から7月18日までは、新型コロナウイルスの流行の影響に伴い、「もう一度会いたい 楽園の主人公」と称し、過去の放送の再編集版を放送していた。また、2020年7月25日から2022年8月13日までは、関東地方および山梨県のみを取り上げていたが、2022年8月20日放送回より、再び他の地域を取り上げるようになった。

## 放送時間
放送時間は毎週土曜18:00 - 18:30（以降の時間表記はすべてJST、開始から2001年3月31日までは18:00 - 18:28）。字幕放送実施。地上波では2016年11月19日放送より不定期で視覚障害者向けに解説放送も実施している。以前は2014年10月5日から12月20日まで（一部の回を除く）と2016年2月27日にも解説放送を実施していた。
2012年7月2日からは朝日ニュースター（現在：テレ朝チャンネル2）でもテレビ朝日系列地上波で2009年以降に放送された回が字幕放送付で再放送を開始。8月6日からはテレ朝チャンネル（現在：テレ朝チャンネル1）でも再放送を開始したが、2013年4月に朝日ニュースターがテレ朝チャンネルと統合してからは、テレ朝チャンネル2で月曜 - 金曜15:00 - 15:55に放送されている。
在阪局の朝日放送テレビは毎年8月上旬から下旬にかけて『全国高校野球選手権大会中継』を放送しているが、当日行われる全試合が地元・重要試合で18:00以降続いている場合は休止となり、当日分は翌週の同時間枠（もしくは別日に移行）に、その翌週以降の放送分は別日に移行して放送する。
広島ホームテレビは、2017年9月16日は『カープ応援中継勝ちグセ。 広島東洋カープ×東京ヤクルトスワローズ』の中継を18:30まで延長放送したため、臨時に別日に移行して放送した。
2013年9月14日にはゴールデンタイムにまたがる初の2時間スペシャル（19:54まで84分拡大）を放送。2014年10月18日には、700回記念スペシャルを18:00 - 19:54に放送した。
2016年3月26日・9月24日・2017年8月26日・2018年1月6日・2019年1月5日・5月25日・2022年12月3日・2023年3月25日・6月3日・7月29日・9月23日・12月9日・2024年3月2日には1時間スペシャル（18:56まで26分拡大）を放送。
2011年3月12日は東日本大震災関連のANN報道特別番組により休止となった（翌週に順延）。一方で、2016年3月19日・2018年2月10日・2019年2月23日・2020年2月22日は『ごはんジャパン』1時間スペシャル（18:00 - 18:56）のため休止となった。
2020年2月29日は、感染拡大が続く新型コロナウイルスへの対応を説明するため、当時内閣総理大臣の安倍晋三記者会見中継の関係に伴う『スーパーJチャンネル』臨時拡大版（17:30 - 18:30、通常より30分拡大）により臨時休止となった。
2021年3月20日は、放送途中に宮城県沖地震が発生し津波注意報も発令されたため、テレビ朝日ほか一部系列局では報道特別番組に切り替わったため途中で打ち切り。同日予定していた放送回はテレビ朝日では5月8日13:30 - 14:00に改めて放送された。
2022年11月26日は、『FIFAワールドカップ 2022 チュニジア×オーストラリア』（18:00 - 21:40）のため休止となった。
2023年12月9日は、西田がいかりやからナレーションを引き継いで20周年を迎えるにあたり、1時間スペシャルを放送した。
2024年10月19日は、西田の訃報を受け、当初の予定を変更し“追悼アンコール”として、前年12月9日放送の1時間スペシャルを再放送した。

## ネット局
※2024年4月現在。定期ネット局のみ記載。
| 放送対象地域 | 放送局                                                  | 放送日時           | 備考                    |
| ------------ | ------------------------------------------------------- | ------------------ | ----------------------- |
| 日本全国     | テレビ朝日【制作局】ほか テレビ朝日系列フルネット局24局 | 土曜 18:00 - 18:30 |                         |
| 日本全国     | テレ朝チャンネル2                                       | 平日 15:00 - 15:55 | CS放送 リピート放送あり |

### 過去のネット局
※いずれの局も遅れネット。
| 放送対象地域   | 放送局              | 系列                                         | 放送日時           | 備考      |
| -------------- | ------------------- | -------------------------------------------- | ------------------ | --------- |
| 富山県         | 北日本放送（KNB）   | 日本テレビ系列                               | 水曜 15:55 - 16:25 | [ 注 6 ]  |
| 富山県         | 富山テレビ（BBT）   | フジテレビ系列                               | 水曜 14:24 - 14:50 | [ 注 7 ]  |
| 鳥取県・島根県 | 日本海テレビ（NKT） | 日本テレビ系列                               | 月曜 15:50 - 16:20 | [ 注 8 ]  |
| 宮崎県         | テレビ宮崎（UMK）   | フジテレビ系列 日本テレビ系列 テレビ朝日系列 | 日曜 7:30 - 8:00   | [ 注 9 ]  |
| 宮崎県         | 宮崎放送（mrt）     | TBS系列                                      | 水曜 16:20 - 16:50 | [ 注 10 ] |
| 山梨県         | テレビ山梨（UTY）   | TBS系列                                      | 水曜 9:55 - 10:25  |           |
| 日本全国       | BS朝日              | BS放送                                       | 日曜 10:25 - 10:55 | [ 注 11 ] |

## ナレーター
※画面上では「楽園の案内人」として表示している
- 菊池桃子[1][13][14]

2009年1月4日放送の新春スペシャルからナレーションを担当。
放送回数が500回を迎えたことを記念し、2010年11月13日（501回）放送分はレポーターとして画面にも登場した（この回は岐阜県恵那市明智町を訪れた）。その後もスペシャル放送時には画面にも登場している。
2012年4月から2013年3月までは本番組終了直後に放送される『雑学家族』にもレギュラー出演しており、2番組連続で出演する形となっていた。
- 小木逸平

テレビ朝日アナウンサー。西田の逝去に伴い2024年11月16日より当面の間担当予定。

### 過去のナレーター
- いかりや長介[1][14]

開始から2003年9月27日放送分まで担当（2003年6月 - 8月は、緊急入院・休養のため出演せず）。2003年7月に退院し、復帰した最初の放送でのオープニングナレーションでは「今週は何かいいことありましたか。わたくしはつくづく思うんですよ。この場に戻れてよかったなって」という言い回しや「清潔・誠実、長生きするぞ! 見てろー」（これは自分自身の過去の目標）という、いつもとは違うオープニングで登場。しかし、声が掠れていた事や体調面の関係もあってか復帰から程なくして番組を勇退することになった。それから半年後の2004年3月20日午後3時半、72歳でこの世を去った。
- 伊藤蘭[14]

開始から2008年12月27日放送分まで担当。2005年1月3日の1時間新春スペシャルで、番組開始以来初めて画面に登場。その後も時折ロケに参加。
- 高井正憲

当時テレビ朝日アナウンサー。いかりや休養中の3か月間、及びいかりや降板から西田に交代するまでの繋ぎとして2003年10月の1か月間を担当。
- 西田敏行[1][13][14]

2003年10月25日放送分から2024年11月9日放送分まで担当。
放送回数が500回目迎えた2010年11月6日放送分はレポーターとして画面にも登場した（この回は栃木県茂木町を訪れた）。その後もスペシャル放送時には画面にも登場している。
2020年12月19日放送分では、直後の『笑顔の瞬間スペシャル2020』にもゲスト出演、ステブレレス接続でスタートした冒頭、司会の羽鳥慎一から「『人生の楽園』は素敵な番組ですねぇ」と言われた。
番組史上最長となる21年に亘りナレーションを務めてきたが、就任22年目を目前とした2024年10月17日、76歳で死去。なお、西田の死去に伴う正式な後任のナレーションは未定（前述のように当面の間、小木が担当）。同年11月9日に最後の収録分（亡くなる二週間前の10月3日に収録）のナレーションが放送された。以降の放送でもオープニングナレーションのみ、生前に西田が収録した音源を継続使用する。

### 特別ナレーター
- 綾小路きみまろ[16]

2015年4月4日放送分（通常放送）、同月11日放送分（1時間SP）のエンディングに出演。自身がレギュラー出演している『世界が驚いたニッポン! スゴ〜イデスネ!!視察団』が双方の直後に放送されるため（前者は2時間半SP、後者は通常）、告知のため出演し、西田と共演した。この時の『視察団』では、きみまろによる冒頭口上を「『人生の楽園』の後は、『スゴ〜イデスネ!!視察団』」と述べていた。
なお、2016年3月26日に1時間SPが放送され、直後が『スゴ〜イデスネ!!視察団』2時間SPとなったが、この時はきみまろは当番組に出演せず、『スゴ〜イデスネ!!視察団』の冒頭口上は、「『人生の楽園』の後は」が無い通常版だった。また、2018年9月1日放送分（通常版）の直後は『スゴ〜イデスネ!!視察団』2時間半SPとなったが、この時期はすでに『スゴ〜イデスネ!!視察団』の冒頭口上は既に廃止されていた。

## 使用曲
オープニング曲
- 徳永暁人「PARADISE OF LIFE」（放送開始 - ）

テレ朝公式携帯サイトより着うたが配信されていた（テレ朝サウンドへの会員登録が必要）。
エンディング曲
- 谷村新司「ハーヴェスト」（番組開始 - 2007年3月31日、開始当初は一社提供トヨタのCMにもこの曲が使われていた）
- 谷村新司「Heart in Heart」（2007年4月7日 - 現在）

## スタッフ
- 構成：武田浩、山下直美
- リサーチ：野添幸子
- EED：平岡教仲、福谷裕二ほか
- 映像デザイン：山岡伸治、沼田千恵子
- MA：有路賢二郎、松沼那奈
- 音効：富岡隆晃（SPOT）
- プロデューサー：杉山かおり（テレビ朝日）、清水邦彦（テレビ朝日映像）
- アシスタントプロデューサー：助川朋子
- ディレクター：後藤和昌、市村奈穂、千葉徳雄、木内健夫、片山陽、佐藤剛
- 技術協力：TSP
- 音楽協力：テレビ朝日ミュージック
- 制作：テレビ朝日、テレビ朝日映像[注 13]

### 過去のスタッフ
- プロデューサー：阪本明（テレビ朝日映像）、掛下知恵子（テレビ朝日）、朝本香織（テレビ朝日）、森川俊生（テレビ朝日）、鈴木博（テレビ朝日映像）、四倉幸彦（テレビ朝日映像）、岡部太司（テレビ朝日映像）、岡本基晃（テレビ朝日）

## スポンサー
番組開始当初はトヨタ自動車一社提供番組であったが、2009年4月4日放送分から同社を筆頭とする複数社提供となった。ただしスペシャル版の場合は、一社提供の時期も含み当初より複数社提供である。
番組開始当初から使用している、オープニング冒頭の「TOYOTA Presents」の画面表示は、2011年9月までの複数社提供時代も変更はされずにそのまま継続使用していた。
その後、トヨタ自動車がスポンサーから降板し、2013年12月21日放送分からは同社以外（トヨタグループのダイハツ含む）の複数社提供となった。2014年1月18日放送分から複数社あるスポンサーの一社としてトヨタ自動車が復帰したが、2020年3月に再び降板。

## 書籍
- The New Fifties 人生の楽園 - 新しい生き方の提案（講談社、2002年7月 ISBN 978-4-062-68380-7）
- 人生の楽園（アーティストハウス、2006年4月 ISBN 978-4-862-34033-7）
- 人生の楽園 いつか暮らしたい移住地（テレビ朝日、2015年3月14日 ISBN 978-4-881-31319-0）